# Now That You Got It
Singles de Gwen Stefani
4 in the Morning
(2007) Early Winter
(2007)
Pistes de The Sweet Escape
The Sweet Escape
Now That You Got It est une chanson au son RnB et reggae écrite par Sean Garrett, Gwen Stefani, et Swizz Beatz pour le second album de Gwen Stefani The Sweet Escape sorti en décembre 2006.

## Critiques

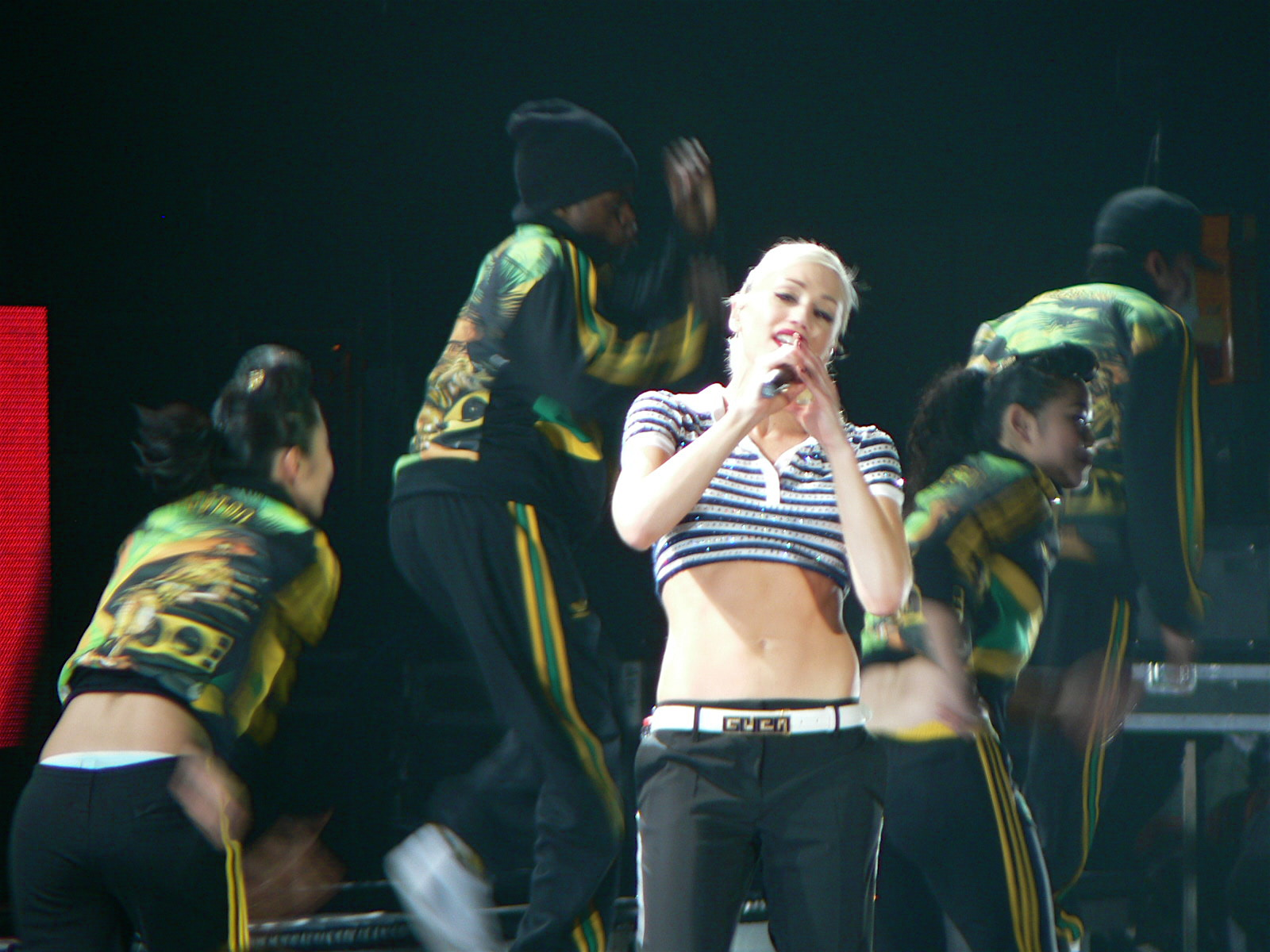
Stefani chantant Now That You Got It pendant The Sweet Escape Tour

Now That You Got It reçut des critiques partagées des professionnels.  Pitchfork le décrit comme « surfant sur une combinaison de beats pop sautillants et de samples de piano staccato; Stefani interrompt les moments qui vous arrachent des pleurs avec un chœur d'alarmes. » et Slant Magazine l'a caractérisé d' « instantanément contagieux ». NME, par contre, le décrit comme « une chanson qui tente désespérément d'être un must de club, sur un fond de rafale d'applaudissements, de sirènes et de triomphalisme qui a toute la grâce d'une pub pour Pepsi Max. ». John Murphy de MusicOHM en dit ; « le côté kitsch et barjot non-avoué de sa personnalité fait surface, comme sur le creux Now That You Got It, on est tenté de se précipiter sur l'interrupteur « OFF » ».

## Clip vidéo
Le clip vidéo fut réalisé par le Saline Project et apparut sur MTV Total Request Live le 4 septembre 2007.
Le clip débute sur une montagne avec l'intitulé « Gwen Stefani présente » et par la suite une autre surimprimée « Now That You Got It ». Stefani chante contre un mur avec Marley; plus loin Stefani et les Harajuku Girls chante le premier couplet en chevauchant leur moto sur la route. Le refrain commence et Stefani, les Harajuku Girls et Marley jouent à des jeux de société sous un abri au bord du lac. Marley commence ensuite à chanter sa partie près de deux hangars alors que Stefani et les Harajuku Girls sont toujours sur leurs motos. Durant le deuxième couplet, Stefani chante contre un autre mur et on aperçoit les Harajuku Girls chantant sur un toit avec les danseurs de The Sweet Escape Tour (Flea, Legacy, Remedy et Steelo). Durant le deuxième refrain, le clip s'ouvre sur la plage où Stefani envoie un SMS pour inviter quelqu'un à la fête du soir. Cela conduit naturellement le clip à cette fête dans la soirée où Stefani chante sur scène avec la foule qui lève les mains au ciel. Le clip se termine avec les Harajuku Girls et les danseurs faisant des acrobaties sur le toit, Stefani chantant sur les motos, et la fête se termine.

## Classements
| Classement (2007)              | Meilleure position |
| ------------------------------ | ------------------ |
| Allemagne (Media Control AG)   | 73                 |
| Autriche (Ö3 Austria Top 40)   | 60                 |
| Australie (ARIA)               | 37                 |
| Italie (FIMI)                  | 26                 |
| Norvège (VG-lista)             | 17                 |
| Nouvelle-Zélande (RMNZ)        | 21                 |
| Royaume-Uni (UK Singles Chart) | 59                 |
| Slovaquie (IFPI Rádio)         | 30                 |